# Magnocellus
Magnocellus is een geslacht van wantsen uit de familie van de Miridae (blindwantsen). Het geslacht werd voor het eerst wetenschappelijk beschreven door Smith in 1967.

## Soorten
Het genus bevat de volgende soorten:

- Magnocellus ghanaiensis Smith, 196
- Magnocellus wacuiensis Smith, 1967